# Michael Waite
Michael Waite est un acteur américain.

## Filmographie
- 1988 : Fun Down There : Buddy Fields
- 1991 : My Father is Coming : Bartender at Eileens
- 1995 : Frisk : Gary
- 1997 : Rancho Cucamonga : Fast Franky
- 1997 : Former Child Star : Dickie Pallasch
- 1997 : The Elf Who Didn't Believe : Ike
- 1998 : The Next Tenant : Jimmy-the-druggie
- 1998 : Hard : Andy
- 1998 : Pure Killjoy : Khameleon Killer
- 1999 : Wednesday's Child : Nathan's Father
- 2000 : Bob, Verushka & the Pursuit of Happiness : Bob Friends
- 2004 : Dinocrocodile, la créature du lac (Dinocroc) : Larry
- 2007 : Strangers Online : Zeke
- 2013 : Le père Noël prend sa retraite (My Santa) (TV) : Paul